# Lijst van burgemeesters van Zuid-Waddinxveen
Dit is een lijst van burgemeesters van de voormalige Nederlandse gemeente Zuid-Waddinxveen in de provincie Zuid-Holland.
| Ambtsperiode        | Naam burgemeester                         | Partij of stroming | Bijzonderheden                                                                                            |
| ------------------- | ----------------------------------------- | ------------------ | --- |
| 1 april 1817 - 1829 | Adrianus Martinus de Lange                |                    | tot 1825 schout                                                                                           |
| 1829 - 1832         | Daniel Stillebroer                        |                    | |
| 1832 - 1852         | Arie van Oosten                           |                    | |
| 1852 - 1854         | Mr. Albertus (A.A.) van Bergen IJzendoorn |                    | burgemeester van Broek, Thuil en 't Weegje, in dezelfde periode tevens burgemeester van Noord-Waddinxveen |
| 1852 - 1860         | Arie van Oosten                           |                    | |
| 1860 - 1 juli 1870  | Gerret Willem Christiaan van Dort Kroon   |                    | |